# بدمینتون
ریشه ورزش بدمینتون (به انگلیسی: Badminton)، امروزی از کشور هندوستان آغاز شده‌است، از بازی‌ای که آن‌ها به نام «Poona» انجام می‌دادند. این بازی که رقابتی زیبا در هند بود توسط افسران ارتش انگلستان، از هندوستان به کشورشان انتقال داده شد.
در قرن پنجم در چین (China)بازی‌ای به نام (Ti jian zi) وجود داشت که در آن به توپی در هوا ضربه می‌زدند. در حدود سال ۱۶۰۰ مردم در اروپا بازی به نام «jeu de Volant» را با استفاده از یک راکت انجام می‌دادند.
زمانی که افسران انگلیسی در هندوستان مستقر شدند، این بازی را با انجام تغییراتی در بازی انگلیسی battledore and shuttlecock ابداع کردند و چون به‌طور عمده توسط افسران مستقر در شهر Poona بازی می‌شد، به این نام، شهرت پیدا کرد و خیلی زود از آن، یک رقابت ورزشی ساخته شد و آن‌ها در اوایل سال ۱۸۷۰ آن را همراه با وسایل و تجهیزات لازم به کشورشان معرفی کردند.
یک دوک انگلیسی رسماً این بازی را به انگلستان معرفی کرد. در سال ۱۸۷۳، با برگزاری یک مهمانی در محل زندگی خود (Badminton) ترتیب برگزاری بازی «پونا» را داد و این بازی از همان‌جا توجه سایرین را جلب کرد و میان طبقه مرفه جامعه انگلستان شناخته شد و از آنجا گسترش یافت. آن‌ها بازی جدید را به نام محل زندگی دوک «بدمینتون» نامیدند.

## ثبت قوانین بدمینتون

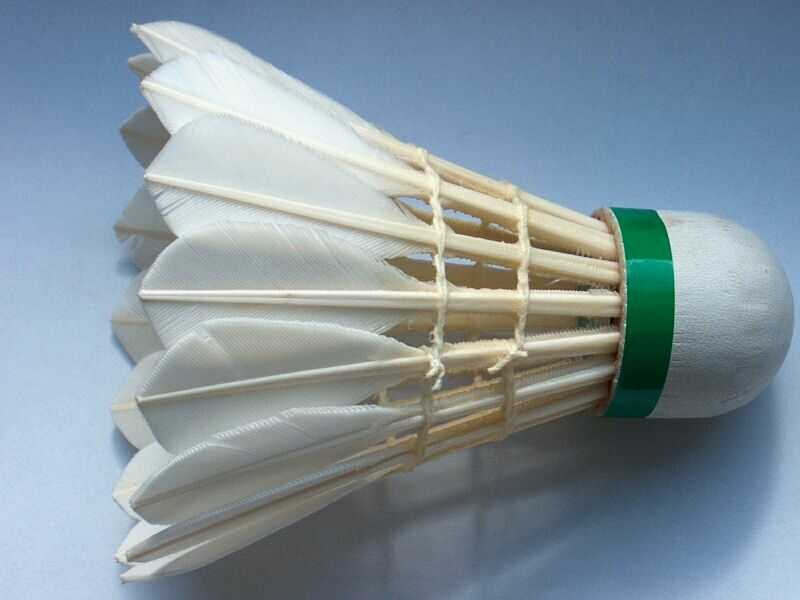
توپ بدمینتون

نخستین بار قوانین این بازی در سال ۱۸۷۷ نوشته شد و طی چند سال شکل زمین بازی تغییراتی کرد تا اینکه در سال ۱۹۰۱ زمین رسمی بدمینتون، به شکل مستطیل فعلی، تثبیت شد. باشگاه‌های ورزشی بدمینتون کم‌کم در سرتاسر انگلستان شروع به کار کردند. تا سال ۱۸۹۳ این بازی تا اندازه‌ای پیشرفت کرد که ۱۴ باشگاه برای ساختن یک اتحادیه به هم ملحق شدند. سپس وقتی کشورهای بیشتری فدراسیون‌های خود را راه‌اندازی کردند، این نام به «انجمن بدمینتون انگلستان» تغییر پیدا کرد.
در آن زمان این انجمن یا اتحادیه، قوانین مشخص و معینی را برای این بازی تدوین و نخستین و با ارزش‌ترین مسابقات بدمینتون، که در خود انگلیس و بین ورزشکاران آنجا بود، را برگزار کرد.
با گسترش این ورزش در میان سایر کشورها، نیاز به وجود تشکیلات بین‌المللی برای این ورزش احساس شد. فدراسیون جهانی بدمینتون (BWF) در سال ۱۹۳۴ تأسیس شد و در حال حاضر اداره مرکزی آن در (کنت) انگلستان است. این ۹ کشور نیز نخستین بانیان و اعضای این اتحادیه به‌شمار می‌روند: کانادا، دانمارک، انگلستان، فرانسه، ایرلند، هلند، نیوزیلند، اسکاتلند، ولز.
امروزه در BWF بیش از ۱۵۰ کشور عضویت دارند.
بازی کودکانه: بازی «پونا» از بازی‌های کودکانه دیگری آغاز شد. آن بازی‌ها براساس مدت زمان ضربه زدن هر گروه بر شیئی، بدون برخورد آن به زمین، توسط اسبابی شبیه چوگان یا شیئی پارو شکل انجام می‌شد. این بازی مشارکتی و نه رقابتی، در اصل بدون وجود تور انجام می‌شد، و توپ مورد استفاده را «پرنده» می‌نامیدند چون بیشتر مواقع از پر ساخته شده بود امروزه به آن «ععلیف شاتل کاک» و «توپ بدمینتون» نیز می‌گویند.
فدراسیون بین‌المللی بدمینتون در ۱۹۳۴ با حضور ۹ فدراسیون تأسیس شد.

## یک بازی ساده اما جذاب
هر شخصی می‌تواند به کمک یک راکت سبک‌وزن بدمینتون و ضربه زدن به توپی از روی تور، از این بازی لذت بخش استفاده کند. این بازی سریع‌ترین بازی انجام شده با راکت است. یک ضربه محکم به توپ باعث می‌شود که توپ با سرعت تقریبی ۳۰۰ کیلومتر در ساعت حرکت کند و در سطوح حرفه‌ای و بالای آن نیاز به سرعت، عکس‌العمل، استراتژی و قدرت زیاد بازیکن دارد. چرا که بازیکن برجسته این رقابت حتی تا ۲ کیلومتر را طی یک مسابقه در زمین می‌دود.
مسابقات بیشتری در کشورهای مختلف دنیا با الهام از انگلستان شکل گرفت، جام "Thomas" یکی از این رقابت‌ها بود که نخست وارد این عرصه شد. «جورج توماس» یک تنیسور انگلیسی بود که به سوی بدمینتون کشیده شد و طی ۲۴ سال، در ۹۰ مسابقه عنوان کسب کرد. او همچنین نخستین رئیس فدراسیون جهانی بدمینتون بود.
در سال ۱۹۴۹ جام توماس به عنوان مسابقه جهانی بدمینتون مردان (مانند جام Devis در تنیس) معرفی شد. در سال ۱۹۵۶ نیز رقابت‌های جام "UBER" برای زنان خلق شد.
«Betty uber» انگلیسی یک بازیکن برجسته در بدمینتون دونفره جایزه آن را اهدا کرد. در ابتدا این مسابقات هر ۳ سال یکبار انجام می‌شد.
امروزه بازیکنان برجسته این رشته ورزشی برای جوایز مالی با هم در سرتاسر دنیا رقابت می‌کنند.

### بدمینتون کشورهای آسیایی
اگرچه بدمینتون در انگلستان متولد شد اما آسیایی‌ها بدمینتون را از آن خود کردند. چین و اندونزی دو کشوری هستند که مقتدرانه در مسابقات بین‌المللی این رشته شرکت می‌کنند و مسابقات این رشته مردم زیادی را متوجه خود می‌کند. این دو کشور، مجموعاً به‌طور اعجاب‌انگیزی تا کنون ۷۰ درصد از مسابقات IBF را برنده شده‌اند و در ۲۳ مسابقه (جام توماس)، همواره آسیایی‌ها برنده بوده‌اند. در جام UBER نیز، آسیایی‌ها آخرین ۱۵ عنوان برتر جهان را از آن خود کرده‌اند؛ و از میان ۶۱ مدال اهدا شده در مسابقات المپیک این رشته، آسیایی‌ها ۵۴ عدد آن را تصاحب کرده‌اند! تعداد تماشاگران در مسابقات مهم، به پانزده هزار نفر هم رسیده‌است.
بعد از آسیایی‌ها، ورزشکاران اسکاندیناوی، بدمینتون را با قدرت و سرعت خوبی بازی می‌کنند. کانادا، دانمارک، انگلستان، فرانسه، ایرلند، هلند، زلاندنو، اسکاتلند و ولز اعضای اولیه این فدراسیون بودند. امروزه تعداد اعضا به ۱۴۷ عدد رسیده‌است.
بدمینتون در ایران، برای اولین بار توسط کارکنان شرکت نفت انگلستان و در شهر مسجدسلیمان اجرا شد، اولین تیم ملی ایران هم در بازی‌های آسیایی تهران، در سال ۱۹۷۴ شرکت نمود که در بین ۱۲ تیم، در رتبه هشتم قرار گرفت.
بدمینتون از سال ۱۹۹۲، در المپیک بارسلون به بازی‌های المپیک اضافه شد. پس از آن بود که به میزان اعتبار این ورزش در کشورهای آسیایی مثل چین، کره، اندونزی، مالزی افزوده شد. این پدیده مقارن با پیشرفت این ورزش در انگلستان و کشورهای اسکاندیناوی بود.
در یونان بدمینتون در سال ۱۹۸۰ وارد شد. در آغاز این ورزش توسط دانشجویان دانشگاه دموکریتوس در تریس انجام شد. در سال ۱۹۹۲ فدراسیون هلنی بدمینتون با حضور ۶ باشگاه ورزشی تأسیس گردید. امروزه ۳۵۰۰ ورزشکار در قالب ۴۰ باشگاه در سراسر یونان به ورزش بدمینتون می‌پردازند.
در یونان ورزش بدمینتون به شکل قابل توجهی رو به رشد است. در سال ۱۹۹۵ تنها ۹ بازیکن رسمی در یونان وجود داشت درحالی‌که تعداد آن امروزه به ۳۵۰۰ نفر می‌رسد.
در حین بازی‌های بازی‌های المپیک تابستانی ۲۰۰۴ پیش‌بینی می‌شد که مسابقات بدمینتون با استقبال خوبی مواجه شود.

### نحوه بازی
بدمینتون توسط ۲ یا ۴ بازیکن انجام می‌شود؛ و در این المپیک پدیده جالب توجه این است که در یکی از رشته‌ها در یک تیم دو نفره یک مرد و یک زن حضور دارند و با تیم مقابل به همین شکل به رقابت می‌پردازند.
نحوه بازی بدین صورت است که بازیکنان به کمک راکت، توپ را به سمت زمین حریف می‌فرستند و سعی می‌کنند آن را در محوطه مشخص به زمین برسانند. برنده بازی تیمی است که دو گیم بیست و یک امتیازی را برنده شود. در انفرادی زنان هم هر کدام از گیم‌ها بیست و یک امتیاز است.

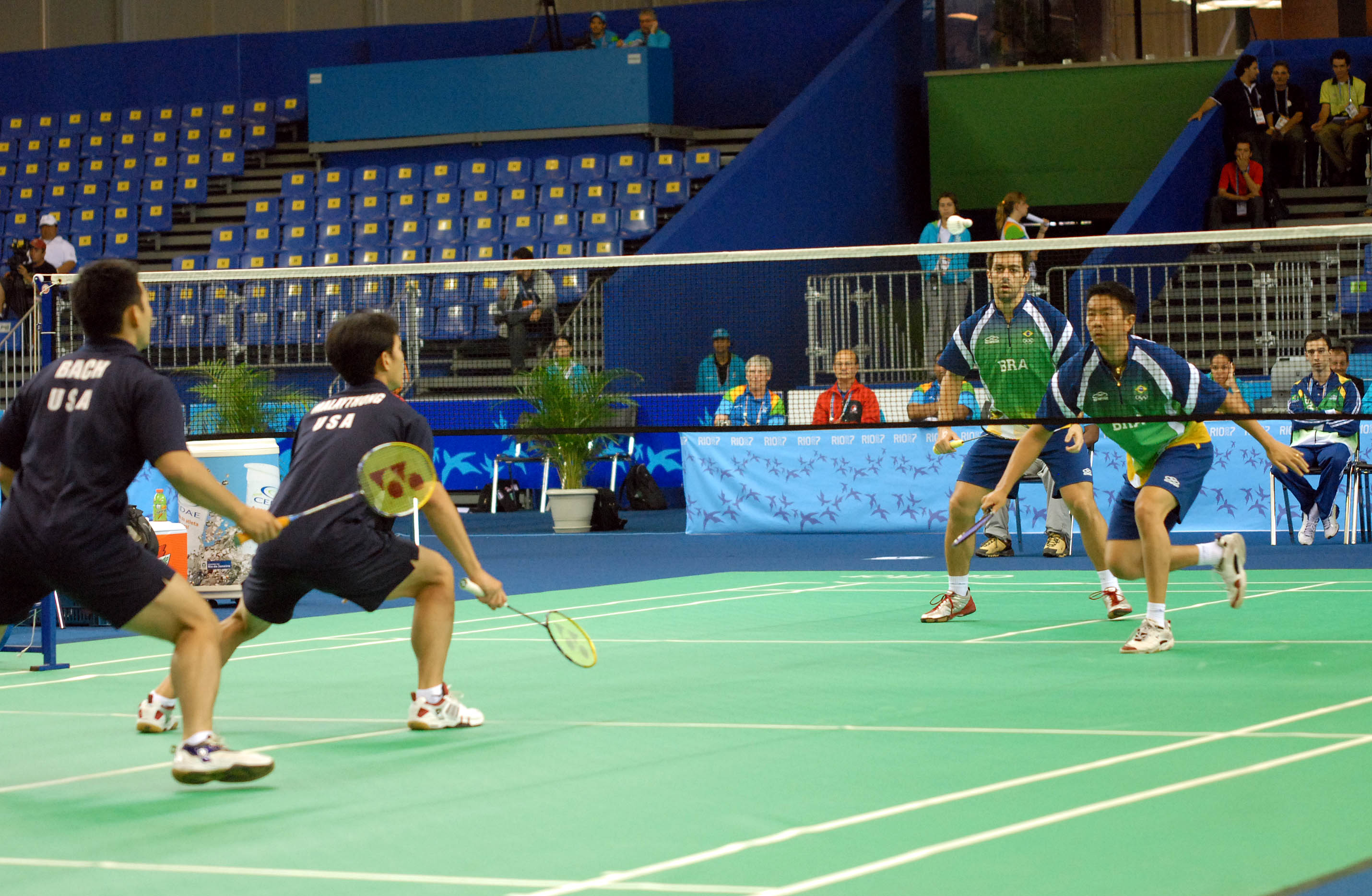
بدمینتون دو نفره مردان

رشته‌های المپیک آتن ۲۰۰۴ شامل موارد زیر بود:
1. انفرادی مردان
2. انفرادی زنان
3. دونفره مردان
4. دونفره زنان
5. دونفره میکس (مردان و زنان)

## مقررات بازی بدمینتون

### زمین بازی

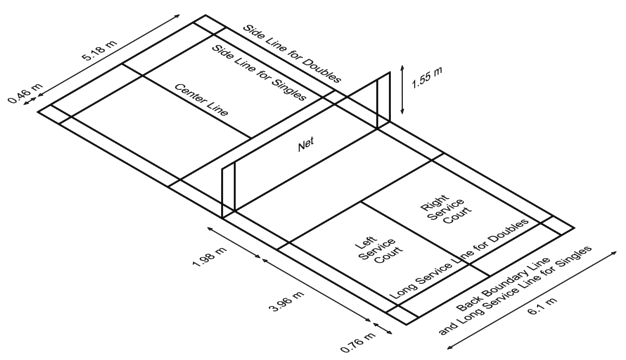
زمین بازی بدمینتون

زمین بازی بدمینتون به شکل مستطیل می‌باشد و با خطوطی به عرض ۴۰ میلی‌متر کشیده می‌شود.
خطوط زمین باید به سادگی قابل تشخیص بوده و بهتر است به رنگ سفید یا زرد کشیده شود.
طول زمین۱۳٫۴۰ متر - عرض زمین دو نفره ۶/۱۰ متر - عرض زمین یک‌نفره ۵٫۱۸ متر می‌باشد.
کلیه این خطوط جزو زمین محسوب می‌شود. ارتفاع تور ۱٫۵۵ متر در محل پایه‌ها (گوشه‌های تور) و ۱٫۵۲۴ متر در مرکز تور می‌باشد.

### توپ
توپ بدمینتون از مواد طبیعی یا مصنوعی ساخته می‌شود. سر آن باید از جنس چوب‌پنبه که لایه چرمی دارد باشد.
توپ چرمی باید دارای ۱۶ پرک باشد که به پایه وصل می‌شوند که بیشتر از بال‌های سمت چپ غاز برای ساخت این توپ‌ها استفاده می‌شود.
وزن توپ باید بین ۴٫۷گرم تا ۵٫۵گرم باشد.

### فضای بالای زمین
در بازی‌های بین‌المللی، حداقل ارتفاع زمین تا سقف، برای تمام سطح زمین بازی، برابر با ۱۲ متر و اندازه استاندارد در بازی‌های باشگاهی ۹٫۱۴ متر می‌باشد. سراسر فضای بالای زمین بدون هیچ گونه ساختار اضافی بوده، و موانع مزاحمی همچون ساختارهای نور پردازی در آن وجود ندارد.

### پس زمینه و نور پردازی
برای راحت دیده شدن توپ بدمینتون، دو طرف پایانی زمین نباید به رنگ سفید باشد.
حداقل درجه نورپردازی ۱۰۰۰ لوکس، پیشنهاد می‌شود، که سبب ایجاد نور یکپارچه در فضای زمین بازی می‌گردد نباید نور مستقیم، در روبروی ورزشکار یا بالای زمین قرار بگیرد. مکان مناسب جهت روشنایی، در دو طرف طول زمین بدمینتون می‌باشد. همچنین تمامی نورهای مستقیم آفتاب یا نور روز باید از بین برود.

### راکت

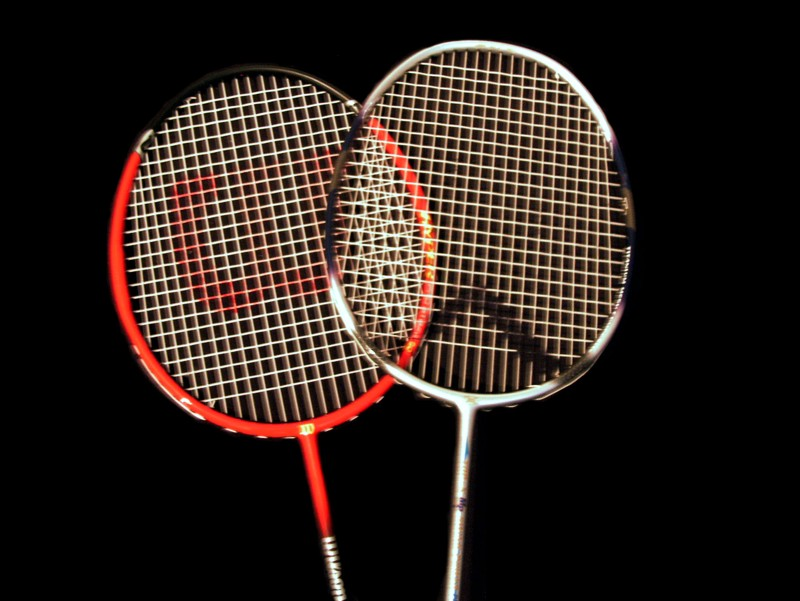
راکت بدمینتون

راکت بدمینتون معمولاً از جنس فلزی می‌باشد.
راکت از قسمت‌های: دسته - میله(شَفت) - گلو یا سه راهی - صفحه راکت (سَر راکت - فِریم دور) تشکیل شده‌است.

### قرعه کشی
برای شروع بازی داور مسابقه با سکه عمل قرعه کشی را انجام می‌دهد. نفر برنده قرعه کشی می‌تواند سرویس، دریافت و زمین را انتخاب کند. 

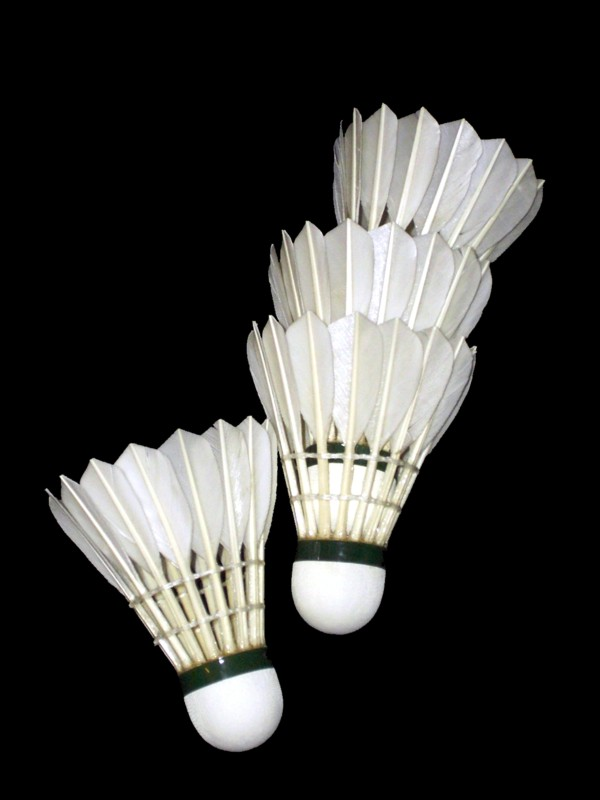
توپ بدمینتون

### امتیازات گیم‌ها
هر نفر۲ گیم از کل ۳ گیم بازی را ببرد، برنده بازی است.
برنده یک گیم طرفی خواهد بود که زودتر به امتیاز ۲۱ برسد
طرفی که برنده رالی باشد یک امتیاز به امتیازاتش اضافه خواهد شد
اگر امتیازات برابر ۲۰ شد هر طرفی که دو امتیاز متوالی و پشت سر هم را دریافت کند برنده گیم محسوب می‌شود
اگر امتیازات به برابر ۲۹ برسد طرفی که زودتر امتیاز ۳۰ را کسب کند برنده گیم محسوب می‌شود.
طرفی که برنده گیم باشد اولین زننده سرویس در گیم بعد خواهد بود. بازیکنان بایستی در موارد زیر، زمین خود را عوض کنند:
1. پایان گیم اول
2. پیش از شروع گیم سوم
3. در صورت تساوی ۱ - ۱، در گیم سوم در امتیاز ۱۱ تعویض زمین صورت می‌گیرد.

### سرویس
زننده و گیرنده سرویس باید به صورت مورب در داخل محوطه سرویس و بدون تماس با خطوط محوطه سرویس قرار گیرند.
از لحظه شروع سرویس تا پایان اجرای ضربه باید قسمتی از هر دو پای بازیکن در حالتی ثابت با زمین تماس داشته باشد.
راکت زننده سرویس باید اولین را به پایه (کله- سر ) توپ بزند. هنگام برخورد توپ با راکت زننده سرویس تمام توپ باید از کمر سرویس زننده پایینتر باشد.
میله راکت زننده سرویس از لحظه زدن ضربه به توپ باید به طرف پایین امتداد داشته باشد.
هنگام زدن سرویس اگر توپ با راکت زننده سرویس برخورد نکند خطا محسوب می‌شود. زننده سرویس نباید قبل از آمادگی کامل گیرنده سرویس اقدام به زدن سرویس کند. در بازی‌های یک‌نفره، تا زمانی که زننده سرویس امتیازی کسب نکند یا اینکه امتیاز او در آن گیم زوج باشد زننده و گیرنده سرویس باید در زمین سمت راست قرار گیرند و چنانچه که امتیاز زننده سرویس در آن گیم فرد باشد بازیکنان موظفند در سمت چپ زمین برای زدن سرویس و دریافت اقدام نمایند.
اگر دریافت‌کننده سرویس مرتکب خطا شد یا توپ در زمین وی متوقف شود زننده سرویس یک امتیاز کسب می‌کند و از طرف دیگر زمین اقدام به زدن سرویس بعدی می‌کند. اگر زننده سرویس مرتکب خطایی شود یا اینکه توپ در زمین وی متوقف شود زننده سرویس حق زدن سرویس را از دست می‌دهد و آنگاه گیرنده سرویس حق زدن سرویس را به دست می‌آورد.

### بازی‌های دو نفره
هنگام شروع گیم باید از قسمت راست زمین اقدام به زدن سرویس نماید.
فقط سرویس گیرنده حق برگشت سرویس را دارد در صورتی که توپ به همبازی گیرنده سرویس برخورد کند یا ضربه‌ای به توپ وارد کند خطا محسوب می‌شود و در این صورت به زننده سرویس یک امتیاز تعلق می‌گیرد،
پس از برگشت سرویس توسط دریافت‌کننده هر یک از بازیکنان می‌توانند به توپ ضربه بزنند. . (پس از پایان هر گیم و در شروع گیم بعد می‌توان جای نفرات را عوض کرد). این هم باید اضافه کرد که در بازی دوبل یا دو نفره سرویس بلند تا انتهای زمین نیست و تا خط جلوتر از آن است و اگر توپ در مستطیل انتهای زمین فرود بیاید امتیاز برای حریف است.

### اشتباهات (خطاهای) محوطه سرویس
1. سرویس را خارج از نوبت زده یا دریافت کرده باشد.
2. سرویس را از زمین اشتباه زده یا دریافت کرده باشد.
3. در صورتی‌که اشتباه محوطه سرویس معلوم شد، اشتباه اصلاح می‌شود ولی امتیازات کسب شده همچنان باقی خواهد ماند.

### خطاهای بازی بدمینتون
موارد زیر خطا محسوب می‌شود:
1. اگر سرویس صحیح زده نشود.
2. اگر توپ در هنگام بازی خارج از محوطه زمین بازی فرود آید.
3. از داخل بازدید تور عبور کند.
4. از تور عبور نکند. (قبل از عبور از تور بیفتد)
5. به سقف یا دیوارهای دور زمین برخورد کند.
6. به بدن یا لباس بازیکن برخورد کند یا در اطراف زمین به هر شیء یا فردی تماس پیدا کند.
7. اگر به توپ در زمین حریف ضربه زده شود.
8. برخورد لباس یا راکت به تور و نگهدارنده‌های آن (پایه)
9. زمانی که توپ در حال عبور از بالای تور است مانع ضربه زدن حریف شود.
10. در طول بازی، بازیکن به‌طور عمد تمرکز حریف خود را بهم بزند. (مثل ایجاد سر و صدا و حرکات غیرعادی و خصمانه)
11. در حین بازی، گرفتن توپ با راکت و با کمی مکث به آن ضربه زده شود. (حمل شود)
12. توسط بازیکن دو بار ضربه زده شود.
13. برای هر اتفاق پیش‌بینی نشده یا تصادفی به جا داده می‌شود.
14. به جز زمان سرویس اگر توپ روی تور یا بعد از عبور از آن در زمین حریف داخل مشبک‌های تور گیر کند به جا داده می‌شود
15. اگر زننده و گیرنده سرویس هر دو به‌طور هم‌زمان هنگام سرویس مرتکب خطا شوند به جا داده می‌شود.
16. اگر زننده سرویس قبل از اینکه گیرنده سرویس آماده دریافت باشد اقدام به زدن سرویس نماید به جا داده می‌شود
17. اگر در جریان بازی توپ خرد شود یا کله توپ از پرک آن جدا شود به جا داده می‌شود.
18. اگر داور خط ورود توپ را ندیده باشد و داور نتواند تصمیم بگیرد به جا داده می‌شود.

در هر یک از موارد بالا که به جا داده شد، بازی بدون اضافه نمودن امتیاز ادامه می‌یابد و بازیکنی که زننده سرویس بود دوباره سرویس می‌زند. وقت استراحت بین گیم‌ها ۲ دقیقه. در هر گیم در امتیاز ۱۱ استراحت یک دقیقه‌ای وجود دارد.
- بازیکن بدون اجازه داور حق ترک زمین را ندارد
- در حین انجام رالی مربی حق راهنمایی بازیکن خود را ندارد. در بدمینتون چیزی به نام تایم اوت وجود ندارد و فقط بازیکن می‌تواند با اجازه داور آب بخورد یا حوله بگیرد.
- تعداد داوران خط در بازی‌های رسمی و بین‌المللی ۱۰ نفر هستند ولی می‌توان با ۴ داور خط بازی را برگزار کرد.
- در بدمینتون بازیکنان متخلف با کارت‌های زرد و قرمز و مشکی جریمه می‌شوند.
- اگر بازیکنی رفتار غیر ورزشی انجام دهد با تذکر و کارت زرد همراه می‌شود و اگر بر آن کار اصرار ورزد با کارت قرمز جریمه می‌شود.

اگر چنانچه بازیکن بر یک رفتار زشت و غیر ورزشی اصرار ورزد و کارت قرمز بگیرد و مجدد آن کار را انجام دهد داور، سرداور مسابقه را مطلع می‌کند و سرداور با کارت مشکی آن بازیکن را اخراج می‌کند.
تعداد بازیکنان هر تیم در آموزشگاه‌ها: در ابتدایی ۵ نفر و در راهنمایی و متوسطه هر تیم ۷ نفرند. در مسابقه بین دو تیم در ابتدایی دو بازی یک‌نفره و یک بازی دو نفره و دو بازی یک‌نفره در آخر و در راهنمایی و متوسطه دو بازی یک‌نفره و دو بازی دو نفره و یک بازی یک‌نفره در آخر انجام می‌شود.

## دانستنی‌های بدمینتون
- امروزه برخی از انواع توپ‌های بدمینتون از پلاستیک درست می‌شود اما توپ‌هایی که در رقابت‌های جدی و رسمی استفاده می‌شوند از ۱۶ پر واقعی درست شده‌اند. کارشناسان ادعا می‌کنند بهترین توپ‌های موجود، آن‌هایی هستند که از بال چپ غاز برای قسمت پردار توپ استفاده شده‌است.
- وزن توپ بدمینتون بین ۴/۷۴ و ۵/۵۰ گرم است.
- بزرگ‌ترین توپ بدمینتون در زمین چمن موزه کانزاس سیتی وجود دارد که ۴۸ مرتبه بزرگتر از توپ واقعی است و ۱۸ فوت درازا و ۲۵۰۰ کیلوگرم وزن دارد.[۴]
- جام UBER نیز تنها در سال‌های ۱۹۵۷ و ۱۹۶۰ و ۱۹۶۳ در خارج از آسیا برنده داشته‌است!
- Judy Hashman آمریکایی بیشترین عنوان را در مسابقات انگلستان در این رشته داشته‌است. (۱۷ مرتبه)
- از شخصیت‌های مشهوری که بدمینتون را به خوبی بازی می‌کنند می‌توان به لی چونگ وی و لین دان و توفیق هدایت اشاره کرد.
- بدمینتون چهارمین ورزش شناخته شده دنیاست و می‌توان گفت ورزشی ارزان‌تر از بسیاری ورزش‌ها.